# Paraheliophanus
Paraheliophanus är ett släkte av spindlar. Paraheliophanus ingår i familjen hoppspindlar.
Kladogram enligt Catalogue of Life:
| Paraheliophanus | \| \| Paraheliophanus jeanae \| \| \| \| \| \| Paraheliophanus napoleon \| \| \| \| \| \| Paraheliophanus sanctaehelenae \| \| \| \| \| \| Paraheliophanus subinstructus \| \| \| \| |
|                 | \| \| Paraheliophanus jeanae \| \| \| \| \| \| Paraheliophanus napoleon \| \| \| \| \| \| Paraheliophanus sanctaehelenae \| \| \| \| \| \| Paraheliophanus subinstructus \| \| \| \| |
|                 | Paraheliophanus jeanae |
|                 | |
|                 | Paraheliophanus napoleon |
|                 | |
|                 | Paraheliophanus sanctaehelenae |
|                 | |
|                 | Paraheliophanus subinstructus |
|                 | |